# LIFE HACKERS!
LIFE HACKERS!（ライフ・ハッカーズ!）は東海ラジオで2022年9月26日から放送開始のラジオの情報番組。

## 概要
東海ラジオでは、2022年10月改編をもって、トーク中心からトークと音楽を中心にしたラジオ番組に編成を一新する一環として、平日の午前中からお昼に向けての時間帯に情報番組を編成することになったもの。
この番組では、「“LIFE HACKS”（ライフハック）」をテーマにして、日頃の生活に役に立つアイデアを伝えるとともに、「オトナなミュージック」も届けるものである。

## 放送時間

### 現在
- 毎週月曜 - 金曜 11:00 - 13:00

## DJ
- 南城大輔

## タイムテーブル
2023年4月現在のタイムテーブルであり、時間に関しては日によって変動する場合がある。
- 11:00 オープニング
- 11:10 TRAFFIC INFORMATION
- 11:20 インフォマーシャル、ラジオショッピング（不定期）
- 11:30 DRIVER’S REPORT（不定期）
- 11:35 LUNCH REQUEST
- 11:42 インフォマーシャル（不定期）
- 11:47 キング観光 SOUNDS GOOD!
- 11:57 11時台エンディング
- 12:00 12時台オープニング
- 12:03 NEWS・WEATHER INFORMATION
- 12:08 TRAFFIC INFORMATION
- 12:10 GUEST（不定期）
- 12:21 南海トラフ巨大地震どうなる？どうする！（月曜～木曜）
- 12:28 DIRECTORS CHOICE!（水曜）、H&Nホールディングス HELPER STATION（木曜）、DAISUKE NANJO REMIX（金曜）
- 12:38 まいどあり～
- 12:00 エンディング